# Orrby

Orrby (finska Orrenkylä) är en by på nordöstra sidan av Emsalö i Borgå, Nyland. Invånarantalet är cirka 200 varav ungefär hälften är registrerade som svenskspråkiga.